# Rogeria (hormiga)
Rogeria es un género de hormigas.

## Especies
- Rogeria alzatei Kugler, 1994
- Rogeria belti Mann, 1922
- Rogeria besucheti Kugler, 1994
- Rogeria blanda (Smith, 1858)
- Rogeria bruchi Santschi, 1922
- Rogeria brunnea Santschi, 1930
- Rogeria carinata Kugler, 1994
- Rogeria ciliosa Kugler, 1994
- Rogeria cornuta Kugler, 1994
- Rogeria creightoni Snelling, 1973
- Rogeria cuneola Kugler, 1994
- Rogeria curvipubens Emery, 1894
- Rogeria exsulans Wilson & Taylor, 1967
- Rogeria foreli Emery, 1894
- Rogeria germaini Emery, 1894
- Rogeria gibba Kugler, 1994
- Rogeria inermis Mann, 1922
- Rogeria innotabilis Kugler, 1994
- Rogeria lacertosa Kempf, 1963
- Rogeria leptonana Kugler, 1994
- Rogeria lirata Kugler, 1994
- Rogeria megastigmatica Kugler, 1994
- Rogeria merenbergiana Kugler, 1994
- Rogeria micromma Kempf, 1961
- Rogeria minima Kusnezov, 1958
- Rogeria neilyensis Kugler, 1994
- Rogeria nevadensis Kugler, 1994
- Rogeria pellecta Kempf, 1963
- Rogeria procera Emery, 1896
- Rogeria prominula Kugler, 1994
- Rogeria scandens (Mann, 1922)
- Rogeria scobinata Kugler, 1994
- Rogeria sicaria Kempf, 1962
- Rogeria stigmatica Emery, 1897
- Rogeria subarmata (Kempf, 1961)
- Rogeria terescandens Kugler, 1994
- Rogeria tonduzi Forel, 1899
- Rogeria tribrocca Kugler, 1994
- Rogeria tsumani LaPolla & Sosa-Calvo, 2006
- Rogeria unguispina Kugler, 1994